# Cine de la República Checa

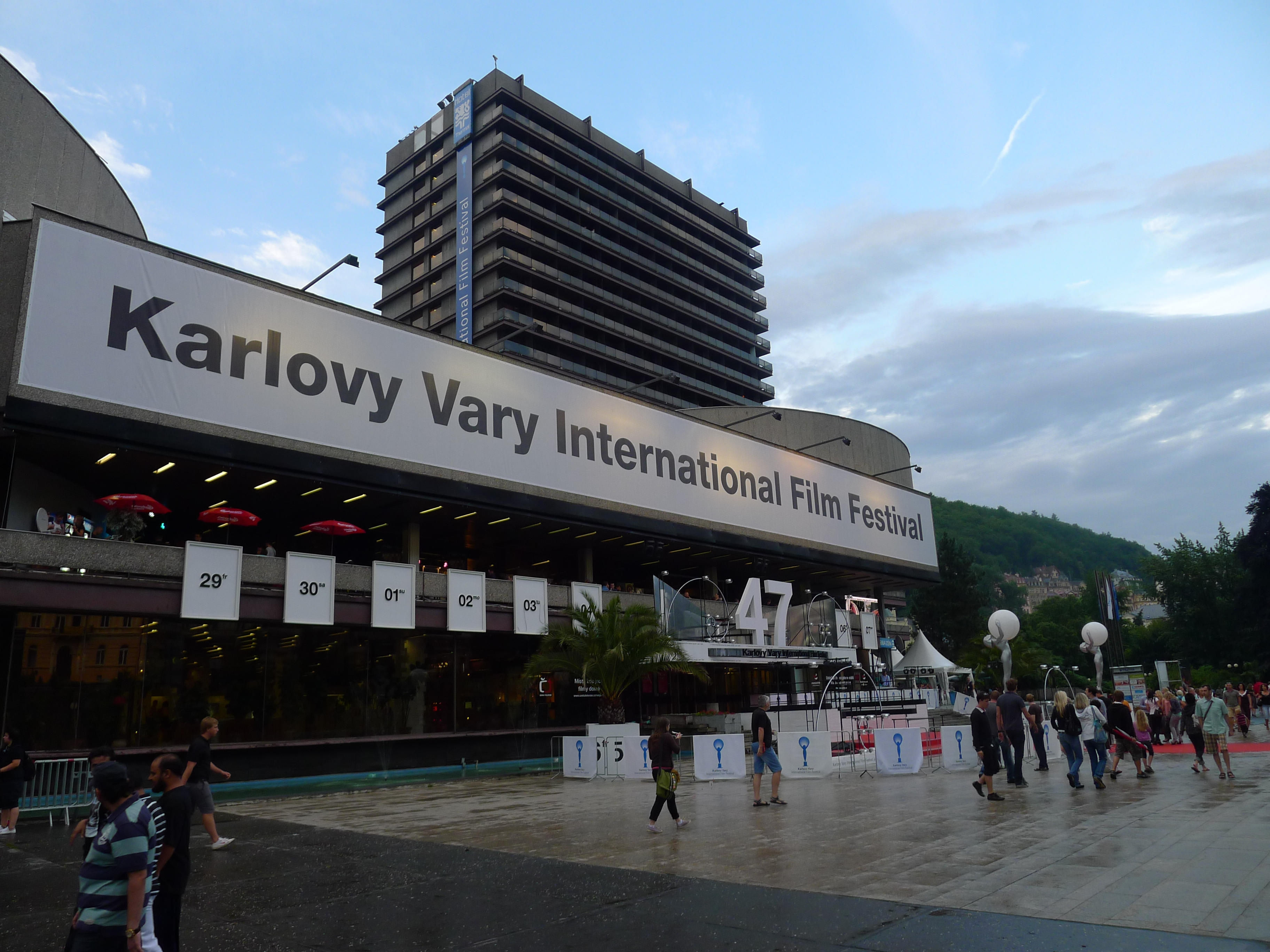
El Festival Internacional de Cine de Karlovy Vary, uno de los momentos más esperados del cine checo.

El cine de la República Checa (en checo: Česká kinematografie) comprende el arte del cine y películas creativas realizadas dentro de la nación checa o por cineastas checos en el extranjero. De la República Checa (tanto como país independiente y como parte de Checoslovaquia) han salido muchas películas y directores de renombre internacional, como Miloš Forman, Věra Chytilová, Jiří Menzel o Jan Svěrák. Además, en Praga se encuentran los Estudios Barrandov, conocidos como el "Hollywood europeo", uno de los mayores estudios de Europa. El cine de animación es muy popular, alcanzado fama internacional las obras de creadores como Jiří Trnka.
La industria del cine checa generó 300 millones de coronas checas en 2011 sólo en películas nacionales. Se produjeron ese mismo año 23 películas de ficción, veinte documentales y dos películas de animación.

## Historia
El primer director de cine y director de fotografía checo fue Jan Kříženecký, que desde la segunda mitad de los años 1890 del filmó una serie de documentales cortos llamados Noticiarios. La primera casa de cine permanente fue fundada por Viktor Ponrepo en 1907 en Praga. El sonido fue usado por primera vez en Checoslovaquia en la película Když struny lkají (1930). Entonces la industria del cine checo experimentó un período de auge que duró hasta la Segunda Guerra Mundial. Los Estudios Barrandov se pusieron en marcha en 1933 y son los estudios de cine más grandes del país y uno de los más grandes de Europa. De hecho son conocidos como el "Hollywood de Europa".
Algunas de las películas más famosas de los años 1950 durante la era checoslovaca incluyen: Cesta do Pravěku («Viaje al principio del tiempo»), El buen soldado Švejk, Císařův pekař a pekařův císař («El Emperador y el Golem»), Princezna se zlatou hvězdou («La princesa con la Estrella de Oro») o Vynález zkázy («El fabuloso mundo de Julio Verne»). Además, tres películas checoslovacas ganaron el Oscar a la mejor película: La tienda de la Calle Mayor (Obchod na korze) de Ján Kadár y Elmar Klos en 1965, Trenes rigurosamente vigilados (Ostře sledované vlaky) de Jiří Menzel en 1967 y Kolya (Kolja) de Jan Svěrák en 1996.
La Nueva Ola Checoslovaca, la edad de oro del cine checo, se asocia más frecuentemente con las primeras obras de directores como Miloš Forman, Věra Chytilová, Jiří Menzel y otros, a pesar de que obras de directores checoslovacos más veteranos como Karel Kachyňa o Vojtěch Jasný también se incluyen en esta categoría. Abarcando una amplia gama de obras frescas y originales de la primera mitad de la década de 1960, la Nueva Ola Checoslovaca no se detiene en un único estilo o enfoque de realización cinematográfica. Los ejemplos van desde muy estilizado, incluso vanguardista, adaptaciones literarias usando temas históricos (por ejemplo, Démanty noci de Jan Němec) a comedias semi improvisadas con temas contemporáneos y actores no profesionales (por ejemplo, ¡Al fuego, bomberos! de Miloš Forman).
Sin embargo, una característica frecuente de las películas de este período fueron el absurdo, el humor negro y un interés en las preocupaciones de la gente común, sobre todo cuando se enfrentan a los cambios históricos y políticos más amplios. La ácida comedia occidental Joe el Kolaloca fue una famosa parodia de los westerns de los viejos tiempos. Entre las influencias cinematográficas más notables destaca el neorrealismo italiano y la Nouvelle vague francesa, aunque la Nueva ola checoslovaca también se construye orgánicamente sobre la evolución del cine checoslovaco de la década de 1950, cuando los directores se liberaron de la influencia estalinista en la industria del cine.
Entre las películas checas más exitosas después de la Revolución de Terciopelo están Kolya, Musíme si pomáhat («Divididos caemos»), Pelíšky, Samotáři («Solitarios»), Obsluhoval jsem anglického krále («Yo serví al rey de Inglaterra») o Pouta. También tras la revolución se creó el prestigioso Festival Internacional de Cine de Karlovy Vary, que se celebra anualmente en julio en la ciudad de Karlovy Vary.

## Directores
Esta es una lista que incluye algunos de los directores checos más notables:
- František Čáp
- Věra Chytilová
- Frank Daniel
- Miloš Forman, ganador de dos Óscar
- Martin Frič
- Saša Gedeon
- Juraj Herz
- Jan Hřebejk
- Vojtěch Jasný
- Jaromil Jireš
- Karel Kachyňa
- Karel Lamač
- Oldřich Lipský
- Gustav Machatý
- Jiří Menzel, ganador de un Óscar
- Jan Němec
- Ivan Passer
- Břetislav Pojar
- Karel Reisz
- Bohdan Sláma
- Jan Švankmajer
- Jan Svěrák, ganador de dos Óscar
- Jiří Trnka, director de películas de animación
- František Vláčil
- Petr Zelenka
- Karel Zeman